# Ateleute tinctoria
Ateleute tinctoria är en stekelart som beskrevs av Dmitriy R. Kasparyan och Hernandez 2001. Ateleute tinctoria ingår i släktet Ateleute och familjen brokparasitsteklar. Inga underarter finns listade.